# Aka Manto
Aka Manto (赤マント?  "Capa roja"), también conocido como Akai-Kami-Aoi-Kami (赤い紙青い紙?  "Papel rojo, Papel azul"), u ocasionalmente Aoi Manto (青マント?  "Capa azul") es una leyenda urbana japonesa sobre un espíritu enmascarado que viste una capa roja y que se le aparece a las personas que usan los baños públicos o escolares.
Los relatos de la leyenda varían, pero un elemento recurrente es que el espíritu le hace una pregunta al ocupante del baño. En algunas versiones, pregunta si quiere papel rojo o azul, aunque otras identifican las opciones como una capa roja o azul. Elegir cualquiera de las dos opciones resultará en la muerte del individuo, por lo que debe ignorar al espíritu o rechazar ambas opciones y huir para sobrevivir.

## Leyenda
Aka Manto es descrito como un espíritu masculino, un fantasma o un yōkai que ronda los baños a altas horas de la noche. A menudo se dice que Aka Manto ronda los baños de mujeres más específicamente, y en algunas versiones de la leyenda, se dice que ronda la pared más alejada del baño. Se dice que el espíritu viste una capa roja suelta y una máscara que oculta su rostro, y a veces se lo describe como apuesto y encantador debajo de su máscara.
Según la leyenda, si una persona está sentada en el inodoro de un baño público o escolar, puede aparecer Aka Manto y le preguntará si quiere papel rojo o papel azul. Dependiendo de la versión de la historia, el espíritu puede pedirles que elijan entre una capa roja y una capa azul, o entre un manto rojo y un manto azul. Si el individuo elige la opción "roja", será lacerado de tal manera que su cadáver y ropa quedarán empapados de su propia sangre. La manera específica en que la persona es lacerada difiere dependiendo del relato de la leyenda, incluyendo que la persona sea apuñalada o desollada. Si el individuo elige la opción "azul", las consecuencias van desde estrangularlo hasta que su piel se torne de un color azulado, o drenarle toda la sangre del cuerpo. En algunas versiones de la historia, las opciones son entre papel rojo y blanco, donde el primero da como resultado una lengua roja que sale del inodoro para lamer a la persona desde abajo, y el segundo resulta en una mano blanca que le acariciará desde abajo.
Se dice que si un individuo intenta burlar o engañar a Aka Manto pidiendo un color diferente de papel o capa, será arrastrado al inframundo o al infierno como resultado. En algunas versiones, al elegir un papel, una capa o un manto "amarillo", la cabeza del ocupante será forzada a entrar en el inodoro, a veces hasta ahogarse. Quienes llevan papel higiénico al baño descubren que desaparece antes de que puedan usarlo, lo que permite a Aka Manto presentarles sus opciones. Se dice que ignorar el espíritu o responder que uno no quiere ni prefiere ninguno de los dos tipos de papel hace que el espíritu desaparezca. Algunas versiones hablan de que el baño entrará en una dimensión paralela al momento de la aparición de Aka Manto, quedando la persona atrapada y siendo imposible escapar. Incluso si al escuchar la voz el individuo intenta hacerlo, los relatos cuentan que Aka Manto bloqueará la salida y acabará con su vida. En otros relatos, rechazar ambas opciones y huir de Aka Manto resultará en la supervivencia del individuo.

## Historia
El autor y folclorista Matthew Meyer ha afirmado que el Aka Manto se ha registrado como un rumor de patio de escuela que se remonta a la década de 1930. En aquella época, la palabra manto se refería comúnmente a una chaqueta sin mangas estilo kimono, mientras que en la actualidad, manto es la palabra japonesa para capa o manto. Debido a esto, diferentes generaciones han tenido diferentes puntos de vista sobre la supuesta apariencia física de Aka Manto. Según una teoría, alrededor de 1935, en una escuela primaria de Osaka, corrió el rumor de que un hombre con una capa aparecería en una caja de zuecos poco iluminada en el sótano, y tardó un año o dos en extenderse a Tokio, y de allí se dice que nació la historia de la capa roja. En Ōkubo, Tokio, a principios del siglo XX, durante la era Shōwa, se decía que la "capa roja" era un vampiro y que allá había cadáveres que habían sido atacados por él. En 1940, se extendió a Kitakyushu, e incluso se rumoreaba entre los estudiantes de escuelas primarias japonesas que vivían en la península de Corea bajo el dominio japonés.
¿Quién es Aka Manto? La verdadera identidad de Aka Manto es una de estas. A veces se dice que es una persona escondida en el baño contiguo, un asesino en serie en muchas historias. Otras veces es un fantasma que aparece como un hombre alto con un rostro enfermizo y de un blanco azulado. El mismo artículo incluso compartió que: «En algunos lugares incluso se atribuye a un yōkai peludo llamado kainade que vive en el inodoro y le gusta acariciar el trasero de la gente con la mano. En el caso del kainade, el resultado final es notablemente menos violento: un brazo peludo del color elegido sale del inodoro para acariciar el trasero del estudiante».

## En la cultura popular
Aka Manto aparece como el monstruo de la semana en el segundo episodio de la serie de anime de 2000 Ghost Stories.
El videojuego Castlevania: Aria of Sorrow de 2003 presenta un enemigo conocido como "Killer Mantle", que puede estar basado en la leyenda de Aka Manto.
La franquicia Legend of Zelda tiene varias variaciones del Aka Manto, en los juegos Oracle of Ages, Skyward Sword y Majora's Mask. Cumple básicamente el mismo propósito en los tres juegos, en los que se lo encuentra en un baño por la noche y pedirá papel (o simplemente murmurará frases amenazantes al jugador en Oracle of Ages). En Skyward Sword, se puede encontrar en el baño de la Knight Academy por la noche y pedirá papel, que el jugador puede adquirir a través de varias misiones secundarias. En Majora's Mask, la mano hará algo similar, y en Oracle of Ages simplemente sirve como parte de la misión comercial.[cita requerida]
El videojuego de 2019 Aka Manto, desarrollado y publicado por Chilla's Art, está basado en la leyenda.
En la serie de televisión surcoreana de 2021 El juego del calamar, los jugadores son reclutados para un torneo mortal por un hombre que los invita a jugar al juego infantil coreano ddakji por dinero en efectivo. Les ofrece la posibilidad de elegir entre una ficha de papel roja o azul, pero esta elección no afecta el resultado. Hwang Dong-hyuk, el director del programa, confirmó en una entrevista que se trataba de una referencia a la leyenda de Aka Manto.
En el noveno episodio de la serie surcoreana Hotel Del Luna, se ve a un fantasma que le pregunta al dueño del hotel si prefiere papel higiénico rojo o azul. Él hace un comentario cuestionando cuánto tiempo ha estado haciendo esta pregunta desde que la escuchó por primera vez durante su infancia.
Un personaje llamado Aka Manto aparece como jefe en el videojuego de rol de 2023 World of Horror. En este juego, es un asesino serial que empuña un cuchillo y lleva una capa y una máscara abierta, detrás de la cual no tiene rostro.